# Mircea Bodea
Mircea Bodea (n. 19 martie 1945) este un fost deputat român în legislatura 1990-1992, ales în județul Suceava pe listele partidului FSN. În cadrul activității sale parlamentare, Mircea Bodea a fost membru în grupurile parlamentare de prietenie cu Mongolia, URSS și Republica Coreea. 